# Manuel Fleitas Solich
Manuel Fleitas Solich (ur. 30 grudnia 1900 w Asunción, zm. 24 marca 1984 w Rio de Janeiro) – paragwajski piłkarz grający na pozycji środkowego pomocnika lub środkowego napastnika, następnie trener.
W trakcie kariery Paragwajczyk charakteryzował się wysokim wzrostem, co nie przeszkadzało mu znakomicie panować nad piłką. Wzrost powodował, że należał do najlepiej grających głową piłkarzy swej epoki. Dzięki inteligencji, inwencji oraz mądrości taktycznej z powodzeniem kierował całym zespołem. W trakcie kariery nazywany był El Brujo (Czarownik).

## Kariera piłkarska

### Kariera klubowa
Fleitas Solich w Paragwaju grał przede wszystkim w klubie Nacional (choć występował też w Libertad), z którym zdobył mistrzostwo kraju w roku 1924 i 1926.
W 1927 roku przeszedł do argentyńskiego klubu Boca Juniors – pierwszy wielki transfer w Ameryce Południowej – który poprowadził jako kapitan do mistrzostwa Argentyny w 1930 roku. Złamanie nogi przyśpieszyło zakończenie piłkarskiej kariery – choć po rekonwalescencji występował jeszcze w kilku ligowych klubach.

### Kariera reprezentacyjna
W wieku 21 lat wraz z reprezentacją Paragwaju zadebiutował w Copa América w 1921 roku (zagrał już w pierwszym meczu i był współautorem sensacyjnego zwycięstwa nad Urugwajem 2:1, odniesionego dnia 9 października 1921). Następne porażki 0:3 z Argentyną i Brazylią sprawiły, że z Paragwaj zajął ostatnie czwarte miejsce. W kolejnym turnieju Copa América 1922 wspólnie z reprezentacją z Paragwaj zdobył wicemistrzostwo Ameryki Południowej. W Copa América 1923 nie wziął udziału, za to w Copa América 1924 zajął wraz ze swym zespołem trzecie miejsce. Następnie zagrał w Copa América 1925, gdzie reprezentacja z Paragwaj zajęła ostatnie trzecie miejsce.
Na Copa América 1926 zadebiutował jako trener reprezentacji Paragwaju – cały czas będąc aktywnym piłkarzem. Jego debiut trenerski wypadł fatalnie – 20 października 1926 roku Paragwaju został rozgromiony przez Argentynę aż 0:8. Ostatecznie drużyna z grającym trenerem zajęła w turnieju czwarte – przedostatnie miejsce. Był to ostatni występ Solicha w Copa América w roli piłkarza. W Copa América 1927 Paragwaj nie wziął udziału, natomiast na Copa América 1929 Fleitas Solich już nie zagrał. Jako piłkarz wystąpił w Copa América pięciokrotnie (w tym raz jako grający trener).
Łącznie w reprezentacji w Paragwaju Fleitas Solich rozegrał 32 mecze, w których zdobył 6 bramek (choć ani jednej w Copa América).

## Kariera trenerska
Solich jako trener zadebiutował już w wieku 26 lat, kiedy to jako grający trener poprowadził reprezentację Paragwaju podczas Copa América 1926.
Następnym razem kierował reprezentacja swego kraju podczas Copa América 1939, jednak już nie występował na murawie. W turnieju tym Guarani zajęli trzecie miejsce, co przy braku Argentyny i Brazylii nie było dobrym wynikiem. Kolejną szansę Solich otrzymał dziesięć lat później na Copa América 1949. Znakomita postawa i zdobyte wicemistrzostwo Ameryki Południowej sprawiły, że poprowadził reprezentację podczas mistrzostw świata w Brazylii w 1950 roku, gdzie jednak nie odniósł sukcesów. Niepowodzenia w brazylijskim turnieju Fleitas Solich i jego podopieczni powetowali sobie w Copa América 1953, gdzie Paragwaj po bardzo udanym występie pierwszy raz w swych dziejach zdobył mistrzostwo Ameryki Południowej – był to największy sukces Fleitasa Solicha w jego trenerskiej karierze.
Poza reprezentacją Paragwaju Fleitas Solich był także trenerem w wielkich klubach brazylijskich, takich jak SE Palmeiras, Corinthians Paulista, Atlético Mineiro, Fluminense FC oraz CR Flamengo, gdzie wygrał trzy mistrzostwa kraju. W sezonie 1959/60 (do kwietnia) Solich trenował hiszpański Real Madryt, z którym uzyskał 21 zwycięstw, 5 remisów i 4 porażki, prowadząc klub do drugiego miejsca w lidze. Następnie wrócił do Ameryki Południowej i objął pieczę nad narodową reprezentacją Peru. Gdy przygoda peruwiańska dobiegła końca, wrócił do Paragwaju, gdzie prowadził drużynę Libertad, a potem swój ulubiony Nacional.

## Sukcesy
Piłkarz
Klubowe
Nacional
- Liga Paraguaya: 1924, 1926

Boca Juniors
- Primera División: 1930, 1931

Reprezentacyjne
- Srebrny medal Copa América: 1922
- Brązowy medal Copa América: 1924, 1925

Trener
Klubowe
Libertad
- Liga Paraguaya: 1943, 1945

Flamengo
- Campeonato Carioca: 1953, 1954, 1955

Reprezentacyjne
- Copa América: 1953
- Srebrny medal Copa América: 1947